# Systemapora ornata
Systemapora ornata is een hydroïdpoliep uit de familie Stylasteridae. De poliep komt uit het geslacht Systemapora. Systemapora ornata werd in 1991 voor het eerst wetenschappelijk beschreven door Cairns. 